# ホーボーケン市長
ホーボーケン市長は、アメリカ合衆国ニュージャージー州ホーボーケンの首長である。任期は4年で、任期制限無し。年俸は$116,100。

## 継承
市長は、職務不能に陥った場合、行事などで市に不在となる場合など、最大60日間、市長代行者を指定することができる。市長が死亡や辞任などで不在となった場合、市議会議長が代理を務め、議会は30日以内に暫定市長を任命する。1971年、暫定市長が任命されなかった場合、議会が解散され、新議長が選任、もしくは、新市長が選出されるまで、市議会議長が代理を務めることが定められた。

## 一覧
| Rank | Rank   | 氏名                             | 任期                             |
| ---- | ------ | -------------------------------- | -------------------------------- |
| 1    | 1      | コーネリアス・V・クリッケナー    | 1855年 - 1857年                  |
| 2    | 2, 4   | フランクリン・B・カーペンター    | 1857年 - 1858年, 1859年 - 1860年 |
| 3    | 3      | ジョージ・ウィリアム・モートン   | 1858年 - 1859年                  |
| 4    | 5      | ジョン・R ・ジョンストン         | 1860年 - 1863年                  |
| 5    | 6      | ロレンゾ・W・エルダー            | 1863年 - 1864年                  |
| 6    | 7      | チャールズ・T・ペリー            | 1864年 - 1865年                  |
| 7    | 8      | フレデリック・B・オグデン        | 1865年 - 1867年                  |
| 8    | 9      | フレデリック・W ボーンステッド   | 1867年 - 1869年                  |
| 9    | 10     | ヘイゼン・キンボール             | 1869年 - 1871年                  |
| 10   | 11     | フレデリック・ L・シュマーサール | 1871年 - 1873年                  |
| 11   | 12     | ピーター・マッゲイヴィスク       | 1873年 - 1875年                  |
| 12   | 13     | ジョーゼフ・ラッセル             | 1875年 - 1878年                  |
| 13   | 14, 16 | エルブリッジ・V・S・ベッソン     | 1878年 - 1880年, 1881年 - 1883年 |
| 14   | 15     | ジョン・A・オニール              | 1880年 - 1881年                  |
| 15   | 17     | ハーマン・L・ティムケン          | 1883年 - 1886年                  |
| 16   | 18     | エドウィン・J・カー              | 1886年 - 1888年                  |
| 17   | 19     | オーガスト・グラスマン           | 1888年 - 1891年                  |
| 18   | 20     | エドワード・R・スタントン        | 1891年 - 1892年                  |
| 19   | 21     | ウィリアム・エリス               | 1892年 - 1893年                  |
| 20   | 22     | ローレンス・フェイガン           | 1893年 - 1901年                  |
| 21   | 23     | アドルフ・ランカーリング         | 1901年 - 1906年                  |
| 22   | 24     | ジョージ・スティール             | 1906年 - 1910年                  |
| 23   | 25     | ジョージ・ゴンザレス             | 1910年 - 1912年                  |
| 24   | 26     | マーティン・クック               | 1912年 - 1915年                  |
| 25   | 27     | パトリック・R・グリフィン        | 1915年 - 1926年                  |
| 26   | 28     | グスターヴ・バック               | 1926年 - 1929年                  |
| 27   | 29     | バーナード・N・マクフィーリー    | 1930年 - 1947年                  |
| 28   | 30     | フレッド・M・デ・サピオ          | 1947年 - 1953年                  |
| 29   | 31     | ジョン・J・グローガン            | 1953年 - 1965年                  |
| 30   | 32, 34 | ルイス・ド・パスカル             | 1965年, 1965年 - 1973年          |
| 31   | 33     | シルヴィオ・フェイラ             | 1965年                           |
| 32   | 35     | スティーヴ・カピエロ             | 1973年 - 1985年                  |
| 33   | 36     | トーマス・ヴェゼッティ           | 1985年 - 1988年                  |
| 34   | 37     | パトリック・パスクリ             | 1988年 - 1993年                  |
| 35   | 38     | アンソニー・ルッソ               | 1993年 - 2001年                  |
| 36   | 39     | デイヴィッド・ロバーツ           | 2001年 - 2009年                  |
| 37   | 40     | ピーター・カマラノ               | 2009年                           |
| 38   | 41     | ドーン・ジマー                   | 2009年 - 2017年                  |
| 39   | 42     | ラヴィ・バラ                     | 2017年 -                         |